# Aceuchal
Aceuchal è un comune spagnolo di 5 249 abitanti situato nella comunità autonoma dell'Estremadura, comarca Tierra de Barros.